# 中国—纳米比亚关系
中國—納米比亞關係（英語：China–Namibia relations），是指歷史上的中國和納米比亞（包括中華人民共和國和納米比亞共和國）之間的雙邊關係。中華人民共和國曾支持納米比亞獨立，兩國在1990年3月21日建立外交關係；目前，中国和纳米比亚在經貿和文化上均有來往。

## 歷史
《嶺外代答》、《諸蕃志》和《明史外國傳》均提及了一個名為「木蘭皮國」的古國。其中，《明史外國傳》記載「木蘭皮國」內有一頭體型巨大的羊，它身高數尺，尾巴好像一把扇子，而喀拉哈里沙漠的確有符合上述特徵的大羚羊；書中又記載說，假如「木蘭皮國」內忽然吹起秋風，當地的人和牲畜便要趕緊喝水，否則便會渴死，這個記載也符合納米比亞的氣候。基於以上與納米比亞風土人情吻合的記載、加上《諸蕃志》和《明史外國傳》對「木蘭皮國」地理位置的描述，有學者認為納米比亞就是「木蘭皮國」；但是，學者對「木蘭皮國」所指何地亦有其他看法:63。亦有學者認為，鄭和的船隊曾在1419年的夏季到訪納米比亞。
南非在1920年開始統治當時被稱為「西南非」的納米比亞；中華人民共和國支持納米比亞從南非獨立，從1973年起每年向联合国設立的纳米比亚基金捐款，又多次要求南非政府履行联合国安理会关于纳米比亚独立的决议:736，但沒有參與該决议的投票。中華人民共和國亦有為爭取纳米比亚獨立的組織提供援助，而西南非洲人民组织主席萨姆·努乔马亦在1983年、1985年和1986年三度率团訪問中華人民共和國:197。當時，南非政府把纳米比亚之爭與古巴軍事介入安哥拉内战一事相提並論；中華人民共和國反對南非的觀點，認為兩個問題之間沒有關係，把二事挂钩只會使纳米比亚問題更複雜:414。
納米比亞于1990年3月21日正式宣布独立，同日與中華人民共和國建立邦交:324。2018年3月，两国建立全面战略合作伙伴关系。

## 經貿關係
中華人民共和國在2009年出口了2.65亿美元貨物到纳米比亚，纳米比亚同年出口了3.12亿美元貨物來華，兩國的雙邊贸易总额為5.77亿美元；2014年，中華人民共和國出口了5.45美元到纳米比亚，纳米比亚則出口3.18亿美元來華，雙邊贸易总额為8.63億美元。中国與纳米比亚的雙邊贸易數量不大，但增长较快；中華人民共和國出口到纳米比亚的貨物包括机电产品、化工产品等，纳米比亚則主要出口海鮮和矿产品到中國。
中國企业在纳米比亚承包的工程涵蓋采矿业、建筑、通信等範疇，共创造了超過4000个就业机会；除了投資和工程承包外，中華人民共和國也有向纳米比亚提供援助和贷款，資助後者興修學校、医院、公路等公共設施。

## 文化關係
中国地质大学與纳米比亚大学合办了一所孔子学院，該学院在2013年8月23日成立；亦有纳米比亚華商在當地創辦基金会，資助纳米比亚学生在中國大陸接受医学教育。

## 軍事關係
中国人民解放军海军的第十六批护航编队曾在2014年到訪纳米比亚鲸湾港，民眾可以登上盐城舰和洛阳舰，兩國海军亦會舉行足球比赛等交流活动；此外，解放军海军和纳米比亚海軍亦曾举行联合演练。
2015年，《納米比亞人報》引述一封納米比亞駐華大使寄往該國外交部的密函，聲稱中華人民共和國考慮在鯨灣港建立一座海軍基地；納米比亞國防部發言人不予承認或否認，中华人民共和国国防部則認為有關引述是「編造故事」。

## 外部連結
- 中华人民共和国驻纳米比亚共和国大使馆官方网站（简体中文）（英文）
  - 中华人民共和国驻纳米比亚共和国大使馆经济商务处官方网站（简体中文）
- 纳米比亚驻香港和澳門領事館官方網站（英文）